# Municipio de Niles (Iowa)
El municipio de Niles (en inglés: Niles Township) es un municipio ubicado en el condado de Floyd en el estado estadounidense de Iowa. En el año 2010 tenía una población de 534 habitantes y una densidad poblacional de 5,96 personas por km².

## Geografía
El municipio de Niles se encuentra ubicado en las coordenadas 43°7′38″N 92°36′43″O / 43.12722, -92.61194. Según la Oficina del Censo de los Estados Unidos, el municipio tiene una superficie total de 89.57 km², de la cual 89,57 km² corresponden a tierra firme y (0 %) 0 km² es agua.

## Demografía
Según el censo de 2010, había 534 personas residiendo en el municipio de Niles. La densidad de población era de 5,96 hab./km². De los 534 habitantes, el municipio de Niles estaba compuesto por el 99,44 % blancos y el 0,56 % eran de una mezcla de razas. Del total de la población el 0,56 % eran hispanos o latinos de cualquier raza.